# Гордон, Элвис
Элвис Гордон (англ. Elvis Anthony Gordon; 23 июня 1958, Хановер, Корнуолл — 6 мая 2011, Вулвергемптон, Западный Мидленд) — британский дзюдоист, чемпион и призёр чемпионатов Великобритании и Европы, призёр чемпионата мира, участник трёх Олимпиад.

## Карьера
Выступал в тяжёлой (свыше 95 кг) и абсолютной весовых категориях. Девять раз становился чемпионом Великобритании, дважды серебряным и трижды бронзовым призёром чемпионатов страны. В 1988 году стал чемпионом Европы в абсолютной категории, ещё дважды (в 1985 и 1992 годах) — бронзовым призёром. В 1987 году стал вторым на чемпионате мира. Победитель Игр Содружества 1990 года в Окленде в тяжёлой и абсолютной категориях.
На Олимпиаде 1984 года в Лос-Анджелесе занял 11-е место. На следующей Олимпиаде в Сеуле стал 13-м. В 1992 году в Барселоне в итоговом протоколе стал 9-м.

## Дальнейшая жизнь
После ухода из большого спорта работал смотрителем и тренером в школе Moseley Park School (Вулвергемптон, Англия). В 2010 году ему был поставлен диагноз рак поджелудочной железы. После его смерти было решено назвать новую гимназию школы в его честь.